# Santa Ana (Cagayán)
Santa Ana es un municipio filipino de primera categoría perteneciente a la provincia de Cagayán en la Región Administrativa de Valle del Cagayán, también denominada Región II.

## Geografía
Tiene una extensión superficial de 441.30 km² y según el censo del 2007, contaba con una población de 25.833 habitantes, 30.458  el día primero de mayo de 2010
Este municipio comprende la isla de Palaui que tiene la condición de Reserva marina Nacional.

### Barangayes
Santa Ana se divide administrativamente en 16 barangayes o barrios, 15 de carácter rural y solamente uno de carácter urbano.
| - Casagan - Casambalangan (Puerto Irene) - Centro (Población) - Diora-Zinungan - Dungeg - Kapanikian - Marede - Palawig | - Batu-Parada - Patunungan - Rapuli (Punti) - San Vicente (Fuerte) - Santa Clara - Santa Cruz - Visitación (Población) - Tangatan |